# Rodemack
Rodemack là một xã trong vùng Grand Est, thuộc tỉnh Moselle, quận Thionville-Est, tổng Cattenom. Tọa độ địa lý của xã là 49° 28' vĩ độ bắc, 06° 14' kinh độ đông. Rodemack nằm trên độ cao trung bình là 180 mét trên mực nước biển, có điểm thấp nhất là 154 mét và điểm cao nhất là 242 mét. Xã có diện tích 9,96 km², dân số vào thời điểm 1999 là 804 người; mật độ dân số là 80 người/km².

## Thông tin nhân khẩu
| 1962 | 1968 | 1975 | 1982 | 1990 | 1999 |
| ---- | ---- | ---- | ---- | ---- | ---- |
| 478  | 506  | 488  | 650  | 771  | 804  |